# Sebastián Chiola
Sebastián Chiola (Rosario, provincia de Santa Fe, 1902-Rosario, 7 de febrero de 1950) fue un actor argentino que se inició en el teatro y luego pasó al cine, donde se hizo conocido por su actuación, entre otras, en películas como Palermo, ...Y mañana serán hombres, La guerra gaucha y Apenas un delincuente.

## Biografía
Sebastián Chiola trabajó como obrero panadero y luego como corredor de seguros. En el teatro comenzó su carrera de actor profesional con la compañía de José Gómez. Debutó en Montevideo en 1925 con la obra Papá Leonard y poco después integró la compañía de Muiño y Alippi. 
Actuó por primera vez en cine en el corto documental Petróleo (1936) al que siguieron Palermo (1937)  y La fuga (1937). 
En 1939 el director Luis Saslavsky fue contratado por Argentina Sono Film para dirigir una película con Libertad Lamarque. Elaboró el guion de un melodrama para lucimiento de la actriz, que en el filme interpreta a una actriz que estuvo presa veinte años por un delito que decía no haber cometido. Chiola interpreta un hermano que por motivos egoístas insiste en que ella vuelva a trabajar en el teatro, lo que le lleva a pelear con el novio de aquella. 
Ese mismo año actuó en ...Y mañana serán hombres, dirigida por Carlos Borcosque, como el nuevo director de la colonia para delincuentes juveniles.
En 1940 se lució con su actuación en Con el dedo en el gatillo, dirigido por Luis José Moglia Barth.

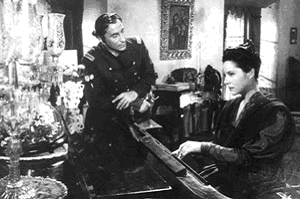
Sebastián Chiola y Amelia Bence en una escena de La guerra gaucha

En 1941 Chiola tuvo una excelente actuación en Historia de una noche dirigido nuevamente por Luis Saslavsky. El 22 de noviembre de 1941 fue uno de los representantes de los actores en la fundación de la Academia de Artes y Ciencias Cinematográficas de la Argentina y recibió el premio como mejor actor de reparto otorgado por la misma por su trabajo en Historia de una noche
Posteriormente actuó en la multipremiada película La guerra gaucha (1942) dirigida por Lucas Demare y recibió el premio Cóndor de Plata de la Asociación de Cronistas Cinematográficos de la Argentina como mejor actor de reparto por su actuación en la película El muerto falta a la cita (1944), dirigido por el director francés Pierre Chenal.
En 1949 actuó por última vez en la película Apenas un delincuente, dirigida por Hugo Fregonese, primer filme argentino admitido en el Festival Internacional de Cine de Venecia.

## Fallecimiento
Mientras planeaba trabajar en Los isleros  enfermó súbitamente a los 48 años y murió a los pocos días en Rosario, provincia de Santa Fe, su ciudad natal, el 7 de febrero de 1950. En su homenaje llevan su nombre dos calles: en la ciudad de Buenos Aires y en la de Rosario (Provincia de Santa Fe).

## Filmografía
- Apenas un delincuente (1949). Dirigida por Hugo Fregonese.
- Como tú lo soñaste (1947). Dirigida por Lucas Demare.
- Viaje sin regreso (1946). Dirigida por Pierre Chenal.
- El muerto falta a la cita (1944). Dirigida por Pierre Chenal.
- Se abre el abismo (1944). Dirigida por Pierre Chenal.
- Casa de muñecas (1943). Dirigida por Ernesto Arancibia.
- Oro en la mano (1943). Dirigida por Adelqui Millar.
- La Guerra Gaucha (1942). Dirigida por Lucas Demare.
- Vidas marcadas (1942). Dirigida por Daniel Tinayre.
- Historia de una noche (1941). Dirigida por Luis Saslavsky.
- Con el dedo en el gatillo (1940). Dirigida por Luis José Moglia Barth.
- Nosotros, los muchachos (1940). Dirigida por Carlos Borcosque.
- Petróleo (1940). Dirigido por Arturo S. Mom.
- ...Y mañana serán hombres (1939). Dirigida por Carlos Borcosque.
- El Loco Serenata (1939). Dirigida por Luis Saslavsky.
- El matrero (1939. Dirigida por Orestes Caviglia.
- Puerta cerrada (1939). Dirigida por Luis Saslavsky
- El hombre que nació dos veces (1938). Dirigida por Oduvaldo Vianna.
- Callejón sin salida (1938). Dirigida por Elías Alippi.
- La fuga (1937). Dirigida por Luis Saslavsky.
- Palermo (1937). Dirigida por Arturo S. Mom.

## Teatro
- Mónica perdió un complejo (1950), estrenada en el Teatro Smart. Junto con Gloria Guzmán y Pablo Palitos.[6]